# Alejandro Cabrera
Alejandro José Cabrera Olea (Santiago de Chile, 11 de junio de 1970) es un escritor, músico y guionista de telenovelas chileno.
Es Licenciado en Estética de la Pontificia 
Católica de Chile. Dentro de las obras que ha escrito destacan el cuento “Edificio en la tarde” publicado en la antología “Música Ligera” y el relato “Una rosa roja” en la antología “Hielo y otros cuentos” que fue finalista del Concurso Revista Paula. Además, fue finalista del Concurso de Cuentos de la Revista de Libros de El Mercurio con la obra “Trabajo de oficina”.
Como guionista ha realizado “Sucupira, La Comedia”, “La Fiera”, “Romané”, “Amores de Mercado”, “Purasangre” y la primera teleserie nocturna "Ídolos". También escribió la telenovela “Esperanza”, la cual fue la primera teleserie de la tarde en TVN. Luego, en el año 2012, escribe la teleserie Pobre rico, la cual fue alargada hasta marzo de 2013 debido a su éxito.
Está casado con la actriz y escritora Larissa Contreras.

## Escritos de su autoría
- Simulacro (2001, cuentos)
- Se hacen viajes espaciales (2010, poemas)
- Soldados perdidos (2011, novela)
- Albinoni (2015, micronovela)
- Lazarillo (2017, novela)

## Teleseries
| Año  | Título                  | Cargo                 | Medio               |
| ---- | ----------------------- | --------------------- | ------------------- |
| 1998 | Sucupira, la comedia    | Guionista             | Televisión Nacional |
| 1999 | La fiera                | Guionista             | Televisión Nacional |
| 2000 | Romané                  | Jefe de guion         | Televisión Nacional |
| 2001 | Amores de mercado       | Jefe de guion         | Televisión Nacional |
| 2002 | Purasangre              | Autor y jefe de guion | Televisión Nacional |
| 2003 | Pecadores               | Autor y jefe de guion | Televisión Nacional |
| 2004 | Ídolos                  | Autor y jefe de guion | Televisión Nacional |
| 2007 | Corazón de María        | Jefe de guion         | Televisión Nacional |
| 2008 | Viuda alegre            | Jefe de guion         | Televisión Nacional |
| 2011 | Esperanza               | Autor y jefe de guion | Televisión Nacional |
| 2012 | Pobre rico              | Autor y jefe de guion | Televisión Nacional |
| 2014 | No abras la puerta      | Jefe de guion         | Televisión Nacional |
| 2018 | Isla paraíso            | Autor y jefe de guion | Mega                |
| 2021 | Pobre novio             | Autor y jefe de guion | Mega                |
| 2024 | Nuevo amores de mercado | Jefe de guion         | Mega                |
| 2025 | Aguas de oro            | Autor y jefe de guion | Mega                |